# 12413 Джоннівейр
12413 Джоннівейр (12413 Johnnyweir) — астероїд головного поясу, відкритий 26 вересня 1995 року.
Тіссеранів параметр щодо Юпітера — 3,480.